# Mioara David
Mioara David (Brașov, 15 maggio 1970) è un'ex schermitrice rumena, specialista del fioretto, vincitrice di due medaglie d'argento ai Campionati mondiali di scherma.